# 北沢新次郎
北沢 新次郎（きたざわ しんじろう、1887年2月21日 - 1980年1月3日）は、日本の経済学者、社会運動家、早稲田大学名誉教授。労働問題、社会政策を専門とし、東京経済大学学長なども務めた。

## 経歴
東京出身。府立三中(現東京都立両国高等学校)を経て早稲田大学に学び、アメリカ合衆国へ5年間留学して、1911年に「Industrial Revolution of England and Japan」でノースカロライナ大学からM.A.を、1914年には「Japanese Finance during Russo-Japanese War」でジョンズ・ホプキンス大学からPh.D.を取得した。1915年に商学部講師として教職に就き、1916年には教授となって、「工業経済」、「社会政策」といった科目を担当しながら、実質的に労働問題についての研究教育を行なうとともに、1919年には早稲田大学の学生を中心とした学生運動団体であった建設者同盟の顧問となった。1930年には、「産業組織論」を主論文として、早稲田大学から商学博士を取得した。1938年から1945年には、商学部長を務めた。
戦後は、1947年に中央労働委員会委員となり、その会長代理も務め、1949年10月5日には日本学士院会員に選定された。1951年には公正取引委員会委員や郵政審議会会長も務めた。また、1957年から1967年にかけて、東京経済大学学長を務めた。
北沢は1980年1月3日に東京で死去し、告別式は17日に早稲田大学大隈講堂で執り行われた。

## 新次郎池

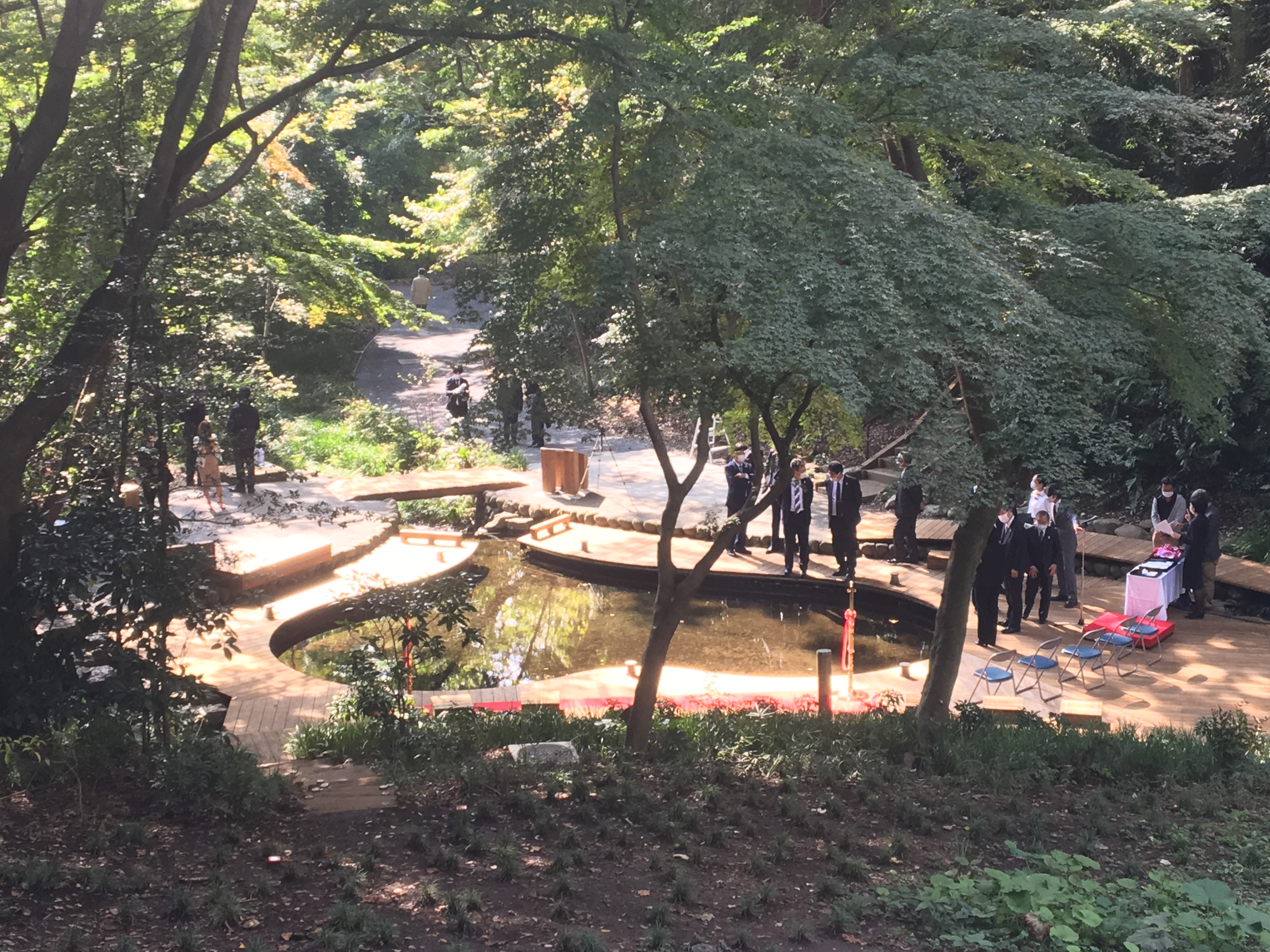
北沢の名を残す「新次郎池」。2020年撮影。

2003年に東京の名湧水57選のひとつに選ばれた、東京経済大学国分寺校地内にある「新次郎池」は、北沢の名にちなんで命名されたものとされる。

## おもな著書
- 最近広告論、東京出版社、1917年
- 商業要論、東京寳文館、1918年
- 労働問題、早稲田大学出版部、1919年
- 新社会の建設、同人社書店、1921年
- 社会思想と其人々、稲門堂書店、1922年
- 新社会を凝視して、巌松堂書店、1923年
- 無産階級運動と資本主義、同文館、1925年
- 資本主義経済と社会主義経済、日本評論社、1925年
- 勞働經濟論、巖松堂書店、1925年
- 文明批評家としてのアプトン・シンクレエア、弘文堂書房、1926年
- 社会問題を中心として見たる経済思想の史的展開、白揚社、1927年
- 経済学大要、早稲田泰文社、1927年
- 産業組織論：現代産業組織の解剖的考察、省文社、1930年
- 社会経済論、省文社、1930年
- 経済概論、東京泰文社、1932年
- 経済組織論、東京泰文社、1932年
- 經濟學史大綱、東京泰文社、1934年
- 各国統制経済の実態、千倉書房、1936年
- 工業経済論、東京泰文社、1938年
- 日本農村経済の分析、南郊社、1937年
- 経済思想史研究 上巻、巌松堂、1937年：下巻、1948年
- 經濟思想史大要、敬文堂書店、1938年
- 経済一新講話、東京泰文社、1940年
- 各国統制経済の研究、千倉書房、1940年
- 新経済学原論、同文書院、1940年
- 経済原論、東京泰文社、1941年（のち、前野書店、1950年）
- 工業経済綱要、東京泰文社、1941年
- 経済学史大要、早稲田大学出版部、1948年
- 経済学概論、広文社、1949年
- 社会主義思想入門、風間書房、1949年
- 日本労働問題の性格、早稲田大学出版部、1949年
- 資本主義社会のからくり : アプトン・シンクレェアの文明批評、真理社、1949年
- 労働政策の基調、前野書店、1950年
- 社会政策各論、勁草書房、1951年
- 労働問題入門、広文社、1951年
- パブリック・リレーションズ講話、ダイヤモンド社、1951年
- 西洋思潮入門、大日本雄弁会講談社、1951年
- 資本主義と労働問題、東洋書館、1952年
- 社会思想講話、ダイヤモンド社、1953年
- 資本主義・民主主義・共産主義、早稲田大学出版部、1953年
- 社会主義経済の知識、中央経済社、1954年
- 産業経済学、 同文書院、1954年
- 労働組合入門 : 労働組合の社会的基礎、有信堂、1957年
- 中小企業論、ダイヤモンド社、1959年

- 回想八十年歴史の歯車、青木書店、1969年 - 回顧録